# Жиба Забет Мустафович
Забет Мустафович Жиба (1914, село Лідзава, тепер Гудаутського району, Абхазія, Республіка Грузія — ?) — абхазький радянський діяч, шахтар, бригадир наваловідбійників шахти імені Сталіна тресту «Ткварчелвугілля» Абхазької АРСР. Депутат Верховної ради СРСР 4—5-го скликань.

## Життєпис
Народився в селянській родині. З 1935 року — колгоспник колгоспу імені Комінтерну села Лідзава Гудаутського району Абхазької АРСР. Закінчив республіканську колгоспну школу в Очамчирі і до 1938 року працював рахівником колгоспу імені Комінтерну села Лідзава.
З 1938 року — наваловідбійник, кріпильник, помічник комбайнера, бригадир наваловідбійників шахти імені Сталіна тресту «Ткварчелвугілля» Абхазької АРСР. Систематично перевиконував виробничі норми.
Член ВКП(б) з 1943 року.
Подальша доля невідома.

## Нагороди
- медаль «За доблесну працю у Великій Вітчизняній війні 1941—1945 рр.»
- медалі
- Почесна грамота Президії Верховної ради Грузинської РСР
- знак «Відмінник соціалістичного змагання Міністерства вугільної промисловості СРСР»